# Brígida (deusa)
Brígida (também grafada como Brighid, Brigid ou Brigit) é uma deusa celta muito popular na Irlanda.

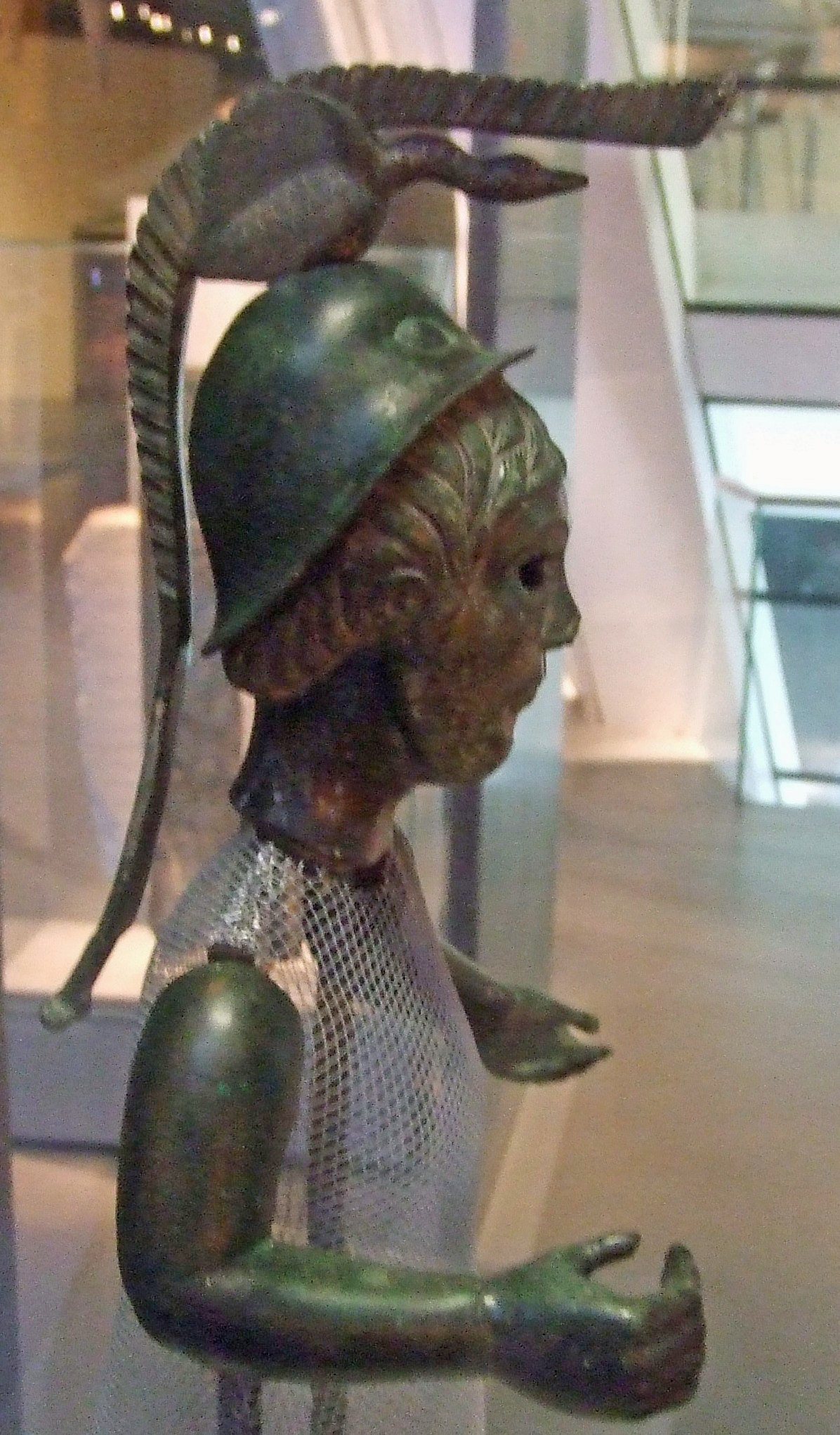
Uma estatueta no Museu de Bretanha, Rennes, provavelmente representando Brigid ou Brigantia: c. Século II BCE

Brigit, Brigid ou Bríg (/ˈbrɪdʒɪd,_ˈbriːɪd/; que significa "um exaltado") era uma deusa da Irlanda pré-cristã. Ela aparece na mitologia irlandesa como membro da Tuatha Dé Danann, a filha de o Dagda e esposa de Bres, com quem teve um filho chamado Ruadán.